# Bartłomiej Wdowik
Bartłomiej Wdowik, né le 25 septembre 2000 à Olkusz en Pologne, est un footballeur international polonais qui joue au poste d'arrière gauche au Jagiellonia Białystok, en prêt du SC Braga.

## Biographie

### En club
Né à Olkusz en Pologne, Bartłomiej Wdowik commence le football avec deux clubs de sa ville natale, le KS Olkusz et le Słowik Olkusz, avant de rejoindre le Spójnia Osiek-Zimnodół et termine sa formation au Ruch Chorzów. C'est avec ce club qu'il joue son premier match en professionnel, lors d'une rencontre de deuxième division polonaise face au Wigry Suwałki, le 3 juin 2018. Il entre en jeu et son équipe est battue par six buts à zéro.
Le 23 janvier 2020, lors du mercato hivernal, Bartłomiej Wdowik rejoint librement le Jagiellonia Białystok. Il signe un contrat de trois ans et demi, soit jusqu'en juin 2023.
Il joue son premier match pour le Jagiellonia Białystok le 16 février 2020, lors d'une rencontre de championnat face au Korona Kielce. Il est titularisé et les deux équipes se neutralisent (0-0 score final).

### En sélection
Bartłomiej Wdowik commence sa carrière internationale avec l'équipe de Pologne des moins de 20 ans, jouant un total de deux matchs, les deux en 2019.
Auteur d'un début de saison 2023-2024 remarqué dans le championnat polonais, Bartłomiej Wdowik est récompensé de ses prestations en étant convoqué pour la première fois avec l'équipe nationale de Pologne en octobre 2023 par le sélectionneur Michał Probierz, mais il ne joue aucun match lors de ce rassemblement.
Rappelé en novembre, Wdowik honore finalement sa première sélection avec la Pologne le 21 novembre 2023, lors d'un match amical contre la Lettonie. Il entre en jeu et son équipe s'impose par deux buts à zéro,. Avec cette apparition il devient le onzième joueur du Jagiellonia Białystok à représenter la sélection nationale.